# Cantón de Puerto Jiménez

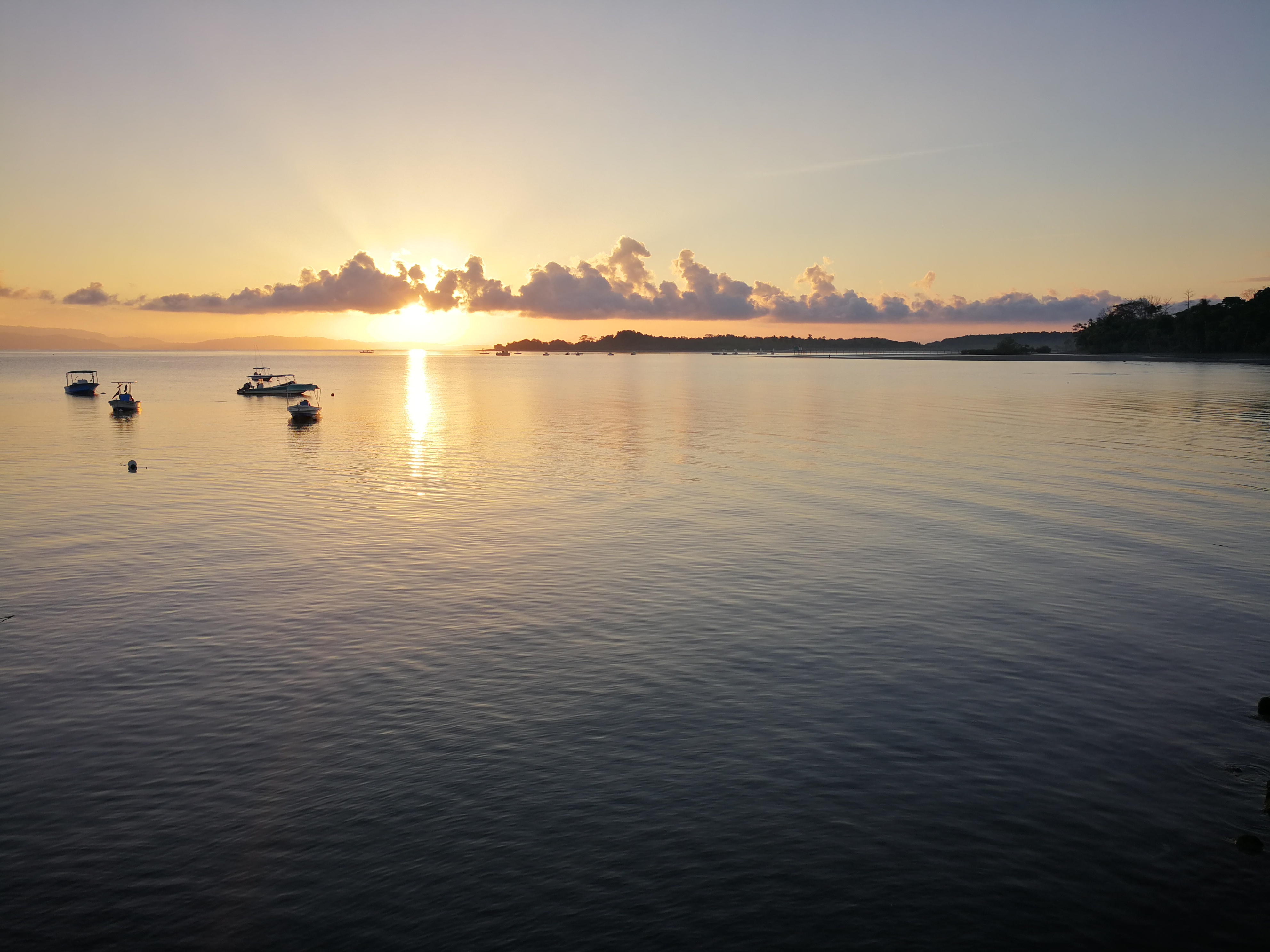
Amanecer desde el muelle de Puerto Jiménez

Puerto Jiménez es el decimotercer cantón en la provincia de Puntarenas, de Costa Rica. Su cabecera es la ciudad homónima (Puerto Jiménez) que se ubica en la entrada del Golfo Dulce, siendo el puerto marítimo más meridional y distante del país.
El cantón eligió su primer gobierno local en la figura de su primera municipalidad el 4 de febrero del 2024.

## Toponimia
El nombre del cantón es un homenaje de don Ricardo Jiménez Oreamuno, expresidente de la República, durante los períodos de 1910 a 1914, de 1924 a 1928 y de 1932 a 1935. Nació en Cartago el 6 de febrero de 1859 y falleció en San José el 4 de enero de 1945.

## Economía
Cuenta con bancos, un ebais, servicio de Cruz Roja, restaurantes, hoteles y supermercados, entre otros servicios básicos.

### Minería
Fue el centro de extracción minera del oro en la década de 1970, donde muchos campesinos trabajaron con varias compañías mineras. 

### Turismo
En Puerto Jiménez se pueden hacer las reservas para visitar el Parque nacional Corcovado en la oficina del MINAE. Existen también varias agencias de viajes que prestan este servicio. Entre sus principales atractivos está la pesca deportiva del pez vela, los paseos en kayak (manglares, bioluminiscencia, atardecer y pesca), los paseos en lancha (avistamiento de delfines y ballenas), a caballo, ciclismo ecológico, y sus hermosas playas (algunas son bandera azul). Por las noches se puede visitar sus centros sociales a la orilla de la playa, o pescar en el muelle.

## Transporte

### Carreteras
Al cantón lo atraviesan las siguientes rutas nacionales de carretera:
- Ruta nacional 245

### Aeropuerto
En la actualidad Puerto Jiménez cuenta con un aeropuerto pequeño de vuelos comerciales desde San José a la Península de Osa.

## Historia
Ya desde 1848 se reporta la presencia de chiricanos cerca del actual Puerto Jiménez: Se dice que Juan Mercedes Fernández, quien a veces aparece como “chiricano, nacionalizado costarricense”, se estableció en Golfo Dulce en 1848 y “viajó a Chiriquí de donde trajo los primeros 88 habitantes, con ellos fundó el caserío de Puntarenitas o Golfo dulce, más tarde llamado Santo Domingo, origen del actual Puerto Jiménez...” (García, 1988: 33). Se afirma que estos chiricanos llegaron a la península de Osa empujados por las “condiciones precarias” que vivían en su provincia de origen. Existe una carta donde Juan Mercedes Fernández, ya en su calidad de Jefe Político de Golfo Dulce, se dirige a las autoridades costarricenses para justificar la presencia de aquellos chiricanos en Osa. La nota escrita en 1852 dice así:
“en Chiriquí... se hallaban desesperados con la multitud de impuestos que tenían que pagar anualmente... los terrenos que poseen no son aparentes para agricultura y ... además tienen que fortificar bien sus cercas para libertarse del daño de ganado y cerdos, teniendo que hacer este trabajo todos los años, por que el terreno no les permite trabajar dos o tres años seguidos a causa de que a la segunda o tercera siembra dicen los agricultores que ya no les produce...” (García, 1988: 35)
Otros investigadores sostienen que Fernández es “costarricense” y aseguran que “canalizó el flujo original de inmigrantes procedentes de Chiriquí, deseosos de cultivar tierras nuevas en la región del Golfo Dulce”. Con su gestión estaría asegurando que “la nueva población quedaría bajo la bandera de Costa Rica” (Lewis, 1983: 125- 126).
Existe aún otra versión respecto a que este “Juan Mercedes Fernández Zeledón” era pariente cercano de Juan Rafael Mora Fernández, primer jefe de Estado costarricense, razón por la cual se le habría pedido intermediar por estos chiricanos, dada su cercanía con el mandatario.
Cualquiera que sea el caso, los documentos consultados no dan cuenta de confrontación alguna entre costarricenses y chiricanos. Todo lo contrario. Por las razones que fuera, Juan Mercedes, tico o chiricano nacionalizado, ejerce su función de mediador con el Estado costarricense y como resultado de este acontecimiento, existe hasta el día de hoy en el sur de Costa Rica el pueblo de Puerto Jiménez, de origen predominantemente chiricano. Puerto Jiménez no ha estado dentro de mi ámbito de estudio, pero todo parece indicar que la relación tico-chiricana fue y ha sido de convivencia armoniosa en el lugar, que a todas luces es el primer pueblo de origen chiricano en el sur de Costa Rica.

## Fiestas Especiales
Entre las fiestas de mayor resonancia para los habitantes de Puerto Jiménez están la de Santiago Apóstol el 25 de julio y la de Santo Domingo de Guzmán (el santo de los dominicos) el 4 de agosto, no obstante la verdadera fiesta era la de San Juan, el 24 de junio. 
Esta fiesta fue uno de los legados más duraderos de los migrantes panameños, y se mantuvo casi intacta hasta la apertura de las carreteras. 
Don Arturo y don Pedro Serrú, doña Simona, Yeyo y Cheva estaban entre los que se encargaban de organizar esta fiesta, cuya duración era de tres días y cuyos preparativos iniciaban desde meses antes. 
Los caballos formaban parte importante de esta fiesta; tanto así que con uno o dos meses de anticipación personas como don Félix Pinzón escogían los dos o tres caballos que iba a usar, los ponía en un potrero aparte procurándoles una dieta especial, los bañaban todos los días, los cepillaban, les peluqueaban las orejas y les limpiaba muy bien la cola; todo para tenerlos bien presentados el día de la fiesta. También para ese día se reservaban las mejores monturas, frenos, albardas, en fin, lo importante era ponerle las mejores galas a los caballos para correrlos durante “todo el día” mientras sus montadores gritaban anunciado la llegada de las fiesta de San Juan con frases como: “uy Juan, uy Juan, Juan de Loi dame la chicha que ya me voy”. Algunas mujeres se unían a este grupo de hombres montados, pero no sin deshacerse del miedo de la difícil parada del caballo, pues iban tan rápido que parecía estar desbocados. 
Nombres como Néstor Bellanero, Evaristo Chavarría, Alejandro, don Clementino, Leonidas Chavarría y Chevo Cevallos se vienen a la mente de los entrevistados cuando hablan de los hombres alegres que desde aproximadamente las cinco de la mañana pasaban despertando a la población con sus alegres gritos. Algunos de ellos como Leonidas y Chevo acostumbraban pararse sobre las monturas de los caballos mientras otro compañero los sostenía y así pasar gritando por las calles “uy Juan, uy Juan…”. Para esos días se hacía mucha chicha de maíz nacido y de coyol para regalarle en guacales pequeños a los que formaban parte del “espectáculo”. La fiesta y la gritería podía durar hasta tres días y cuando se les cansaba un caballo, lo cambiaban, si es que contaban con varios, sino lo dejaban reposar un rato. Pero la función de los caballos no se quedaba ahí, también eran utilizados para jugar las tradicionales carreras de cintas (que más tarde se empezarían a corre también en bicicleta) cuyo premio era una cinta bordada con el nombre de la muchacha a la que le correspondió hacerla y por su puesto entregarla. 
Los bailes también formaban parte de la fiesta. En un inicio lo común era el "tamborito", que es parecido a la cumbia colombiana. Se tocaba con una especie de tambor hecho de cuero de vaca o de venado y una mandolina mientras se cantaba en coro y se llevaba el ritmo con las manos y “se bailaba como brincadito", dicen quienes se acuerdan. Después llegó la marimba, la guitarra y el acordeón con nuevos ritmos*.  Más tarde fue el turno de la rocola y por último el de la discomovil.
*Algunos dicen que esto fue influencia de los centroamericanos que llegaron cuando se dio el auge en la explotación del oro en la zona.
La comida también abundaba y entre los platillos que tradicionalmente se preparaban estaban los tamales de elote, los yoles dulces, los panecitos, las carnes de cerdo o de vaca saladas y ahumadas y el bienmesabe.
Con la apertura de la carretera y la necesidad de recaudar fondos para las nuevas construcciones de la iglesia, las fiestas cambiaron y adquirieron un carácter mucho más “comercial”, es decir, se empezaron a hacer y promover más juegos con fines de lucro, se dio inicio a los reinados de candidatas con venta de votos, se empezó a vender comida, etc. Desde entonces, las fiestas de San Juan han ido perdiendo paulatinamente su sentido tradicional.
Una fiesta que se realiza actualmente es la que organiza el Comité de Damas Voluntarias para personas mayores de 60 años en Navidad.
Doña Berta Eneida Castro (conocida como doña Angelita Ríos) es quien encabeza la organización que ha logrado reunir hasta a 80 viejitos que parecen disfrutar de la música, los regalos, la horchata, el arroz con pollo y la comida típica.
La celebración se da gracias al trabajo voluntario de doña Angelita, pero también de doña Julia Mora, Rita Ceballos, Sara Villalobos, doña Catalina de Franceschi y sus hijas, y otras muchas mujeres que se esfuerzan por conseguir los fondos necesarios.

## Comidas

### Algunas recetas
Anteriormente, se preparaban comidas tradicionales cuyas recetas provenían de Panamá y que aún perduran tanto en la memoria como en la práctica de algunas señoras de Puerto Jiménez.
Algunas de estas comidas se utilizan para fiestas especiales, y la mayoría de ellas tiene un tiempo de elaboración bastante prolongado.
Algunas señoras del pueblo como doña Adela, doña Carmen Sánchez y doña Thelma Cedeño quisieron compartir su conocimiento culinario tradicional panameño que se presenta a continuación:

#### El bienmesabe
Se acostumbraba preparar para Semana Santa. Es como una especie de dulce y se hace con una lata de leche y dos kilos o dos kilos y medio de arroz bien molido, canela (sí uno quiere), dulce al gusto y una cucharada de sal.
Para prepararlo se revuelve todo y se pone a fuego lento en una paila u olla grande; sin dejar que se pegue, se le da vuelta hasta que esté tan duro que cueste revolverlo; se saca y en unas hojas de bijagua puestas sobre una batea, se echa el bienmesabe y se extiende para dejarlo enfriar.

#### Panecitos
Los panecitos tienen forma de aros delgados y los hay dulces y salados. También se acostumbraba hacerlos para Semana Santa, pero su tiempo de elaboración era al parecer mucho más largo que el del bienmesabe. Se quebraba el maíz y se le quitaba la cáscara con un “pilón”, se echaba en agua tibia, procurando no meterle la mano para que no se pusiera  hediondo; se dejaba ahí durante tres días, luego se sacaba al sol a secar en unas latas bien limpias y de ahí se sacaba la harina con máquinas de moler maíz o con pilón; lo pasaban por el “pascón” o colador, lo revolvían con agua, manteca de cerdo o de res y le echaban dulce o azúcar (si eran dulces) y lo volvían a moler para después formar los aritos.
Para Semana Santa se acostumbraba hacer muchos dulces: se hacía dulce en conserva de
marañón, toronja, icacos, mangos, manzana de agua, papaya y yuca. Aparte de las cajetas de leche, cajetas de coco, rosquillas y tamal asado. Otros platos preparados con más frecuencia en el pasado son: 

#### Bollos de cuajada
Para prepararlo se molía maíz y queso, se revolvían ambos ingredientes, se hacían como rollitos y se ponían en una olla caliente con una lata encima, simulando un horno.

#### Yoles
Se hacían con maíz tierno molido, se le ponía leche de coco y se envolvía en la misma tusa del maíz, se amarraba y se ponía a hervir.

#### Almojabano
Su preparación consistía en “sancochar" maíz, molerlo bien finito, ponerle queso y formar como rollitos a los que luego se les daba la forma de una ese (s), para, por último, freírlos.
Había gran cantidad de tipos de bebida o como les dicen los panameños “chicha” y no necesariamente eran fermentadas. 

#### Chicha de coyol
Se cocina el coyol, se aplasta en un metate con un martillo o piedra; se deshace en agua, Y se pone en dulce.

#### Chicha de maíz nacido
Se usaba repartir entre los peones que trabajaban de terreno en terreno haciendo las fincas de los vecinos en los dos primeros asentamientos.
Para prepararlo se lava el maíz y se deja en agua (tapado) durante la noche; a la mañana siguiente se echa en un saco o se envuelve en bijagua; se deja ahí tres o cuatro días y se le rosea agua para que se mantenga húmedo, hasta que empieza a echar raíces. Entonces se muele con un poco de agua, se cuela para quitarle la “payana" o cascarilla, se revuelve hasta que esté bien moreno y se le echa dulce.

#### Chicheme
Se muele maíz y se le quita la "nayana" o cáscara, se cuela varias veces hasta quitarle la última cascarita y se pone a hervir con bastante leche, unas hojas de naranjo agrio y azúcar o dulce; y se quita del fuego cuando el maíz está suave. 

#### Chicha blanca
Es una bebida muy refrescante y para hacerla se “sancocha” el maíz blanco con canela y clavo de olor hasta que reviente, se muele y se cuela. Lo que se obtiene se hace en pelotas para envolverlas en bijagua y ponerlas a ahumar sobre el fogón; y, finalmente, se disuelven en agua.

### Distrito del cantón de Golfito
El distrito aparece originalmente en el momento de la creación del cantón de Golfito por medio del decreto 552 del 10 de junio de 1949, siendo uno de los dos únicos distritos del cantón, junto con el distrito primero de Golfito.

### Creación del cantón
La ubicación del distrito de Puerto Jiménez, separado por el Golfo Dulce del resto del cantón de Golfito, a una distancia de 116 km y un tiempo de viaje de dos horas y media o más por carretera, complicaba la vida diaria de los pobladores de esta localidad ya que la mayoría de los servicios esenciales y gubernamentales se ubicaban en la cabecera del distrito de Golfito.
La iniciativa fue promovida por el diputado Óscar Mauricio Cascante Cascante (PUSC-Puntarenas #5) y el 21 de octubre de 2021 la Comisión Legislativa de Puntarenas de la Asamblea Legislativa de Costa Rica presenta el proyecto de ley bajo expediente N.° 22.749 Creación del Cantón de Puerto Jiménez, Cantón XIII de la Provincia de Puntarenas, el cual el 24 de marzo de 2022 se aprueba en primer debate con 40 votos, y su redacción final del 28 de marzo de 2022 se aprueba al día siguiente con 48 votos.
El 8 de abril de 2022, el presidente de la República Carlos Alvarado Quesada firma la ley, concretando la creación del cantón.
El cantón contará con un único distrito del mismo nombre de acuerdo al artículo 4 del proyecto de ley. Situación que antes solo ostentaba el cantón de Parrita.
Su primera municipalidad se instalaría el 1 de mayo de 2024, que concretaría a la localidad como cantón de acuerdo al transitorio VII del proyecto de ley, y el código postal del distrito, 60702 se descartaría y el nuevo distrito único pasa a tomar el nuevo código postal de 61301.
Junto con el cantón de Monteverde en 2021, N.° 12 de Puntarenas y N.° 83 del país, el cantón de Puerto Jiménez es el segundo en crearse en período legislativo de 2018 a 2022.
El 4 de febrero del 2024, el candidato del  Partido Liberal Progresista, Enrique Segnini, fue electo como el primer Alcalde de Puerto Jiménez.

## Geografía
Cantón de Puerto Jiménez cuenta con un área de 720,43 km² y una altitud media de 2 m s. n. m.
Ocupa un poco más de la mitad de la península de Osa, siendo su límite occidental el distrito de Bahía Drake de Osa. 
La mayor parte de su territorio corresponde a áreas forestales protegidas; la más importante es el Parque nacional Corcovado, así como la Reserva forestal Golfo Dulce, ambas compartidas con el cantón de Osa.

## División territorial administrativa
El cantón se subdivide en un único distrito del mismo nombre que abarca la totalidad de su área:
- Puerto Jiménez

## Demografía
Para el año 2022, Cantón de Puerto Jiménez cuenta con una población estimada de 10 644 habitantes, y para el último censo efectuado, en 2011, Cantón de Puerto Jiménez contaba con una población de 8789 habitantes.

## Localidades
- Cabecera: Puerto Jiménez (ciudad).
- Barrios: Pueblo Nuevo.
- Poblados: Aguabuena, Agujas, Miramar (Altos Corozal), Amapola, Balsa, Bambú, Barrigones, Barrio Bonito, Boca Gallardo, Cañaza, Carate, Carbonera, Cerro de Oro, Dos Brazos, Guadalupe, Independencia, Lajitas, Ñeque, Palma, Paloseco, Playa Blanca, Playa Tigre, Puerto Escondido, Quebrada Latarde, Río Nuevo, Río Oro, Río Piro (Coyunda), Sándalo, San Miguel, Sombrero, Terrones, Tigre.